# (7296) Lamarck
(7296) Lamarck ist ein Asteroid des inneren Hauptgürtels, der am 8. August 1992 von belgischen Astronomen Eric Walter Elst an der Sternwarte von Caussols (IAU-Code 010) im Département Alpes-Maritimes entdeckt wurde.
Der Asteroid wurde nach dem französischen Botaniker, Zoologen und Entwicklungsbiologen Jean-Baptiste de Lamarck (1744–1829) benannt, der der Begründer der modernen Zoologie der wirbellosen Tiere ist und als erster eine ausformulierte Evolutionstheorie vorlegte.